# Pokharan
Pokharan ou Pokhran (hindi : पोकरण) est le site d'essais nucléaires de l'Inde. Il se trouve près de la localité du même nom, au désert du Thar (27,1° N 71,8° E) dans l'État indien du Rajasthan.  
La Commission de l'énergie atomique indienne (Atomic Energy Commission) a fait exploser sa première arme nucléaire souterraine, à 100 mètres de profondeur, nom de code Smiling Buddha, sur ce site le 18 mai 1974. Le gouvernement indien déclara alors qu'il n'allait pas construire d'armes nucléaires, bien qu'il en ait acquis la capacité technologique et que l'explosion de Pokharan était destinée à développer une énergie atomique dans un but pacifique et à rendre l'Inde indépendante en technologie nucléaire.
Grâce à sa non-adhésion au Traité de Non-Prolifération (1968) l'Inde n'est pas contrainte de s'abstenir de toute recherche dans le domaine militaire.
Cependant, en décembre 1995, un satellite espion américain observe, dans la zone, une activité laissant à penser qu'un nouvel essai se prépare. L'Inde abandonne alors sa tentative.
En 1998, lorsque Atal Behari Vajpayee revient au pouvoir avec le parti nationaliste BJP, il décide de reprendre les essais qui avaient été abandonnés sous la pression américaine et choisit la date du 11 mai. Un mouvement de missiles est organisé pour détourner l'attention des satellites espions et l'Inde procède à 5 nouveaux essais thermonucléaires - une bombe de 43 kilotonnes, une bombe de 12 kilotonnes et trois bombes miniatures de moins d'une kilotonne - à Pokharan, entre les 11 et 13 mai, puis se déclare officiellement à leur suite comme une puissance nucléaire.